# (10674) de Elía
(10674) de Elía est un astéroïde de la ceinture principale.

## Description
(10674) de Elía est un astéroïde de la ceinture principale. Il fut découvert le 7 novembre 1978 à l'observatoire Palomar par Eleanor Francis Helin et Schelte J. Bus. Il présente une orbite caractérisée par un demi-grand axe de 2,39 UA, une excentricité de 0,13 et une inclinaison de 1,8° par rapport à l'écliptique.